# Grimes County
Grimes County är ett administrativt område i delstaten Texas, USA, med 26 604 invånare (2010). Den administrativa huvudorten (county seat) är Anderson.

## Geografi
Enligt United States Census Bureau har countyt en total area på 2 075 km². 2 056 km² av den arean är land och 18 km² är vatten. 

### Angränsande countyn
- Madison County - norr
- Walker County - nordost
- Montgomery County - sydost
- Waller County - söder
- Washington County - sydväst
- Brazos County - väster